# استكشاف وادي الملوك

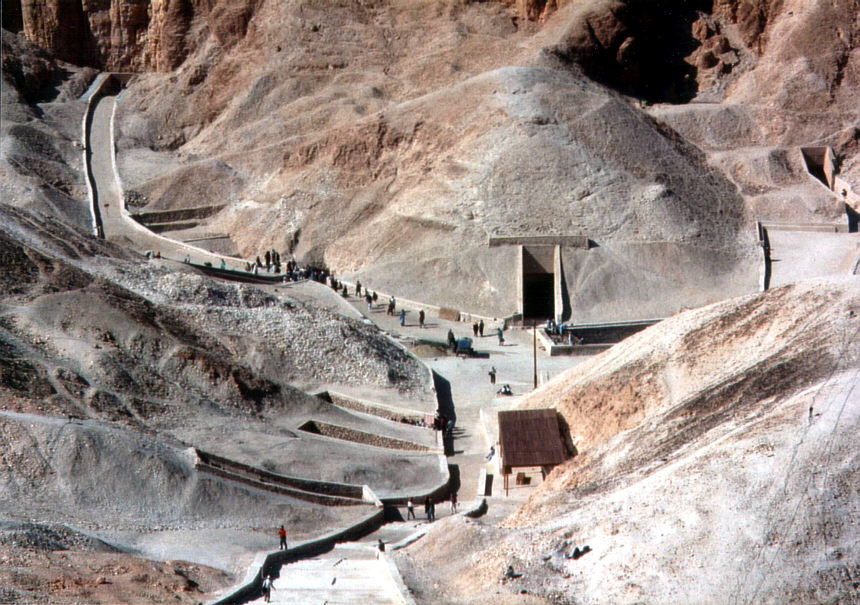
منظر عام للوادي الشرقي بوادي الملوك يظهر مدخل مقبرة توت عنخ أمون

تعتبر منطقة وادي الملوك واحدة من أكبر مناطق الاستكشافات الأثرية المتعلقة بعلم المصريات على مدار القرنين الأخيرين، بعد أن كانت مجرد مزارًا سياحيًا في العصور القديمة (خاصة أيام العصر الروماني)، كما كانت هذه المنطقة شاهدًا على التحول الذي طال منهجية دراسة تاريخ مصر القديمة والذي بدأ من سرقة الآثار ونهب المقابر حتى وصل إلى ما هو عليه الآن من استكشافات علمية أزاحت الستار عن مدينة طيبة الجنائزية بأكملها، وعلى الرغم من هذه الاستكشافات كلها إلا أنه لم يتم توثيق أكثر من إحدى عشر مقبرة بشكل كامل بعد معرفة كل التفاصيل المتعلقة بها وبأصحابها.
وهناك العديد من الدلائل على سعي الكثيرون لدراسة المنطقة بأسلوب علمي منذ القرون البعيدة، فنجد الكاتبين الإغريقيين سترابون (القرن الأول قبل الميلاد) وديودورس (القرن الأول الميلادي) قد أشارا إلى عدد المقابر الموجودة بمدينة طيبة وقدراه بنحو 47 مقبرة؛ 17 فقط في حالة جيدة ولم يطلهم الدمار الذي شمل باقي المقابر، كما أسرد الجغرافي اليوناني الشهير بوسينياس (القرن الثاني الميلادي) الكثير من ملاحظاته على وادي الملوك وما يحتويه من «ممرات أنبوبية الشكل» وهو وصف الممرات الهابطة الموجودة بمداخل المقابر.
علاوة على من زار المنطقة من علماء وكتاب، هناك الكثير ممن قصدوها بغرض السياحة وهو ما يفسر وجود العديد من النقوش المكتوبة بلغات لم تطأ أهلها أرض هذه المنطقة وقتما حفرت هذه المقابر، حيث رصد عالم المصريات الفرنسي جول بايليه قرابة 2100 نقش باللغات اليونانية واللاتينية في المقابر المختلفة بوادي الملوك، علاوة على عدد أقل من النقوش باللغتين الفينيقية والقبطية بجانب لغات أخرى عديدة، ووجدت أغلب هذه النقوش بمقبرة 9 والتي حوت وحدها قرابة الألف نقش، يرجع تاريخ أقدمهم لعام 278 ق.م.

## القرن الثامن عشر
قبيل الثورة الصناعية عموما والقرن التاسع عشر على وجه الخصوص كان السفر من أوروبا إلى طيبة (أو أي وجهة أخرى في مصر) من المهام شديدة الصعوبة والتكلفة ولم يقو على هذه التجربة سوى أعتى الرحالة الأوروبيون (قبل زيارة الأب كلود سيكارد لمصر عام 1726)، ولم يكن موقع مدينة طيبة معلوما على وجه التحديد، فكل ما توفر من معلومات عن هذه المدينة هو موقعها على ضفاف نهر النيل ودائما ما كان يتم الخلط بينها وبين مدينة ممفيس (منف) عاصمة مصر في عهد الدولة القديمة، أو أي مدينة أخرى، حتى جاء المغامر والفنان الدنماركي فريدريك لويس نوردن ليكون أول من يدون مشاهداته بمدينة طيبة، وتلاه بعد ذلك البريطاني ريتشارد بوكوك لينشر أول خريطة حديثة لوادي الملوك عام 1743.
الحملة الفرنسية
في عام 1799، قام علماء الحملة الفرنسية (وخاصة دومينيك فيفانت) برسم خرائط مفصلة لكل المقابر المكتشفة حتى ذلك الوقت، كما تم اكتشاف الوادي الغربي بوادي الملوك لأول مرة وجراء ذلك، تمكن العالمان بروسبير جولواه وإدوارد دو فيلييه دو تيراج من تحديد مقبرة أمنحتب الثالث (مقبرة 22)، كما أخرج علماء الحملة الفرنسية مجلدين كاملين يصفون فيه مدينة طيبة والمنطقة المحيطة بها ضمن عملهم الموسوعي وصف مصر والذي أخرجوه في جملة أربعة وعشرين مجلد واصفا تاريخ مصر وما وقعت عليه أعينهم من شتى جوانب الحياة بالبلاد طوال فترة بقائهم فيها.

## القرن التاسع عشر

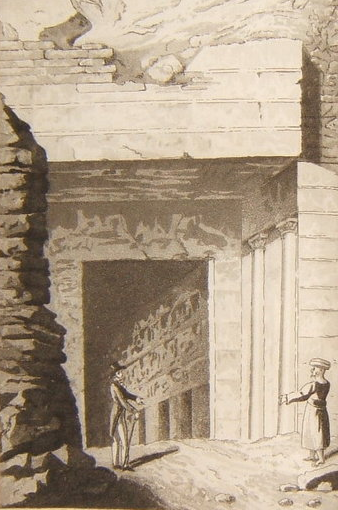
رسم لمدخل إحدى المقابر (1821)

واستمرت الحملات الكشفية الأوروبية في التوالي على وادي الملوك منذ بداية القرن التاسع عشر يحدوها نجاح شامبليون في فك رموز الهيروغليفية، فبدأت الحملات الكشفية بقيادة بلزوني موكلا من قبل هنري سولت، وبالفعل تمكن بلزوني من اكتشاف العديد من المقابر منها؛ مقبرة خپر خپرو رع آي بالوادي الغربي (مقبرة 23) عام 1816 ثم مقبرة سيتي الأول (مقبرة 17) في العام التالي، ومع نهاية زيارته للمنطقة أعلن بلزوني أن ما تم العثور عليه خلال هذه الحملة الاستكشافية هو أقصى ما يمكن العثور عليه ولم يبق شيئا آخر ذو قيمة للتنقيب عنه، ويذكر أن في تلك الأثناء نفسها كان القنصل العام الفرنسي برناردينو دروفيتي (غريم بلزوني وسولت) يعمل بشكل منفرد هو الآخر في نفس منطقة البحث.
وبحلول عام 1827 تم تكليف جون جاردنر ويلكينسون بتحديد كافة مقابر وادي الملوك المكتشفة حتى ذلك التاريخ ورسم لوحة لمدخل كل منهم، وبالفعل قام ويلكينسون بما أوكل إليه بل وقام بتكويد المقابر المكتشفة وعددهم إحدى وعشرين مقبرة وترقيمهم بداية من KV1 وحتى KV21 (حيث استخدم الحرفين KV للدلالة على وادي الملوك أو Kings' Valley بالإنجليزية) وقام برسم خريطة مفصلة لمواقع تلك المقابر وإن أشارت الخريطة لوجود ثمانية وعشرين مدخل حيث لم تكتشف هذه المداخل بصورة كاملة وقت إصدار الخريطة، وفي النهاية قام ويلكينسون بنشر كل تلك اللوحات والخرائط عام 1830 ضمن كتابه الذي حمل عنوان طبوغرافية طيبة ومسح كامل لسائر مصر (The Topography of Thebes and General Survey of Egypt)، وخلال هذه الفترة كان جيمس بيرتون هو الآخر يقوم بدراساته الكشفية بالوادي وجاء نتيجة عمله المتوال حماية مقبرة سيتي الأول من خطر الفيضان وإن اشتهر جيمس بيرتون بدخوله مقبرة أبناء رمسيس الثاني ورسم خريطة لها عام 1825.
كما زار شامبليون نفسه وادي الملوك بصحبة إيبوليتو روسيليني ونيستور لاهوت ضمن حملة فرانكو توسكان الكشفية عام 1829 والتي قضت قرابة الشهرين في وادي الملوك لدراسة المقابر المكتشفة حيث زاروا 16 مقبرة من إجمالي عدد المقابر ونقلوا النقوش المحفورة على الجدران وحددوا أصحاب المقابر الأصليين، كما قام شامبليون باقتلاع جزء من النقوش الجدارية من داخل مقبرة سيتي الأول مما سبب دمارا شديدا للجدار، وتعرض هذه الرقعة حاليا بمتحف اللوفر بباريس.

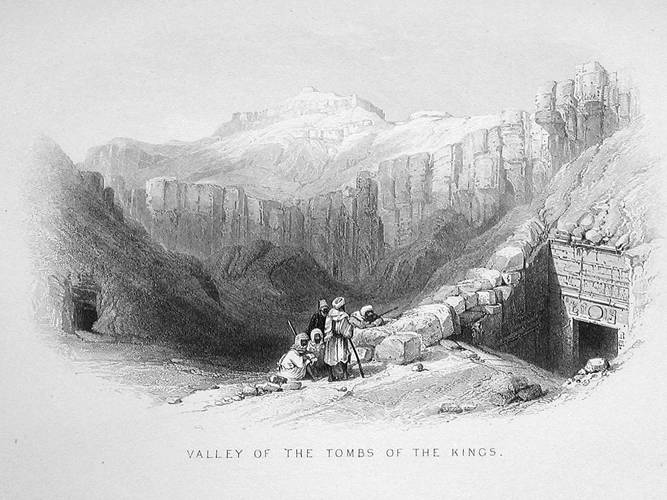
رسم لمقبرة مكتشفة بوادي الملوك (1862)

وخلال عامي 1845 و 1846 قام كارل ريتشارد ليبسيوس بزيارة الوادي بصحبة حملته الكشفية وقام بتسجيل خمسة وعشرين مقبرة في الوادي الشرقي بوادي الملوك وأربعة في الوادي الغربي.
وفي النصف الثاني من القرن نفسه بدأ توجيه الجهود لحفظ الموجود من آثار وادي الملوك أكثر من محاولة جمع الآثار الموجودة به فحب، وتبنى هذا الاتجاه أولا أوجوست مارييت رئيس المجلس الأعلى للآثار ومؤسس المتحف المصري بالقاهرة، الذي بدأ بدراسة وادي الملوك عام 1883 بصحبة أوجيني ليفيبور وتبعاها جول بايليه وجورج بنديت أوائل عام 1888 وأخيرا فيكتور لوريت على مدار عامي 1888 و 1889 والذي أضاف ستة عشر مقبرة أخرى للقائمة الأولية للمقابر خلال هذين العامين كما أعاد استكشاف بعض المقابر المكتشفة سابقا، وخلال هذه الأثناء تمكن جورج داريسي من اكتشاف المقبرة المشتركة لرمسيس الخامس ورمسيس السادس.
ومع إعادة تولية جاستون ماسبيرو لرئاسة مصلحة الآثار المصرية تغير أسلوب التنقيب في الوادي، حيث قام ماسبيرو بتعيين هوارد كارتر رئيسا للمفتشين بمصر العليا، وبالفعل نجح الشاب في اكتشاف العديد من المقابر الجديدة علاوة على مساهماته في الكشف عن المقبرتين مقبرة 42 ومقبرة 20.

## القرن العشرون
ومع إشراقة فجر القرن العشرين، نجح المحامي الأمريكي ثيودور ديفيز في الحصول على إذن بالبحث والتنقيب في المنطقة من الحكومة المصرية، ونجح فريقه بقيادة عالم المصريات البريطاني إدوارد راسل آيرتون في الكشف عن العديد من المقابر الملكية والغير ملكية (منها المقبرة 43 والمقبرة 46 والمقبرة 57)، كما نجحوا في العثور على دلائل لجبانة عصر العمارنة في المقبرة 55، بعدها قاموا باستخراج ما تبقى من آثار توت عنخ أمون المدفونة من المقبرتين مقبرة 54 ومقبرة 58 وأعلنوا بذلك نهاية الاستكشافات بوادي الملوك إلى الأبد وعدم إمكانية العثور على أي آثار أو مقابر أخرى وجاء هذا في الكتاب الذي قام ديفز نفسه بنشره عام 1912 تحت عنوان مقابر حورمحب وتوت عنخ أمون (The Tombs of Harmhabi and Touatânkhamanou) مذيلا الكتاب في صفحته الأخيرة بتعليقه على الاستكشافات الأخيرة.
| استكشاف وادي الملوك | أعتقد أن وادي الملوك قد استنفد تماما | استكشاف وادي الملوك |

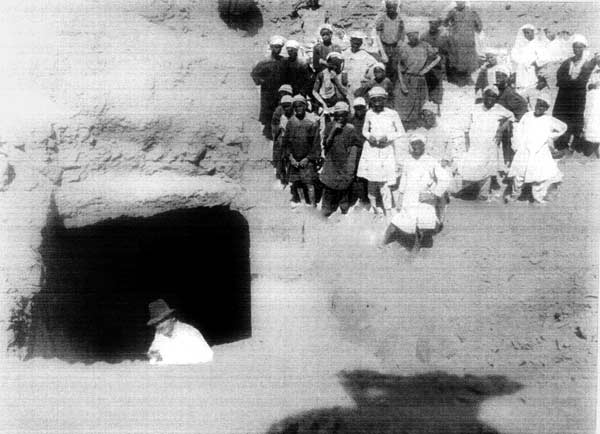
مدخل مقبرة حورمحب بعد اكتشافها مباشرة عام 1908

وبعد وفاة ديفيز مطلع عام 1915 حصل جورج هيربرت (إيرل كارنارفون الخامس) على حق امتياز البحث والتنقيب في وادي الملوك وقام بتعيين هوارد كارتر على رأس فريقه من المستكشفين، وبالفعل تمكن الفريق من العثور على المقبرة الحقيقية لتوت عنخ أمون والمعروفة بالمقبرة 62 في نوفمبر من عام 1922.
ومع نهاية القرن العشرين تمكن مشروع تخطيط طيبة من التوسع في استكتشاف مقبرة 5 الخاصة بأبناء رمسيس الثاني والتي يرجح أن تكون أكبر مقابر وادي الملوك بشطريه (حيث تضم 120 حجرة دفن) والذي لا يزال العمل جاريا بها لإثبات ما إذا كانت قبرا أجوف أو أن أبناء رمسيس الثاني قد دفنوا داخلها فعلا، كما قام المشروع بدراسة وترميم العديد من مقابر الوادي سواء كانت في الجزء الشرقي أو الغربي منه كما قام مشروع مقابر العمارنة الملكية حتى عام 2002 بدراسة المنطقة المحيطة بكلا المقبرتين مقبرة 55 ومقبرة 62 لتحديد مواقع دفن ملوك حقبة العمارنة.

## القرن الواحد والعشرون
واستمرت العديد من البعثات الكشفية في التنقيب والبحث حتى وقتنا الحالي مضيفة العديد من المعلومات والحقائق عن هذه المنطقة حتى جاء مشروع تخطيط طيبة عام 2001 وقام بوضع العديد من اللوحات الإرشادية التي تقدم الكثير من المعلومات والخرائط للمقابر المكتشفة سواء كانت متاحة للزوار أو مغلقة بسبب أعمال الصيانة والترميم.
وفي 8 فبراير 2006 أعلن المجلس الأعلى للآثار نجاح فريق بحث الأمريكي من جامعة ممفيس في اكتشاف مقبرة تعود للعصر الفرعوني (مقبرة 63) وهي أولى الاكتشافات بوادي الملوك منذ اكتشاف مقبرة توت عنخ أمون عام 1922، وضمت المقبرة (التي يرجع تاريخها إلى عهد الأسرة الثامنة عشر وتقع على بعد أمتار قليلة من مقبرة توت عنخ أمون) سبعة توابيت سليمة يعلوها أقنعة جنائزية ملونة وعشرين جرة كبيرة للتخزين مغلقة بأختام فرعونية وهو ما يعتقد أن يكونوا من المتعلقات الجنائزية لمجموعة من الأشخاص لم يتم تحديد هويتهم حتى الآن، ومع وجود التوابيت السبعة خالية من أي مومياء قوي الزعم بأن المقبرة ربما تكون حجرة تحنيط فقط ولم تستخدم كمقبرة من قبل.
وفي 31 يوليو 2006 أعلن نيكولاس ريفز نتائج المسح الرإداري للموسم الكشفي (خريف 2000) للمنطقة الواقعة بين المقبرة 62 والمقبرة 63 مشيرا لاكتشاف مقبرة فرعونية جديدة بناء على عيوب في طبقات الأرض السفلى مطلقا عليها مقبرة 64 مما خلق الكثير من التضارب في التصريحات حيث يملك المجلس الأعلى للآثار وحده الحق في الإعلان عن المقابر المكتشفة حديثا وأسماء أصحابها إلا أن ريفز قام بالإعلان عن اكتشافه لوسائل الإعلام قبل أن يقدم إثباتات علمية قاطعة عن وجود مقبرة في هذه المنطقة.
كما أعلن زاهي حواس في مايو 2008 عن تكليف فريق بحثي مصري بالبحث عن مقبرة الفرعون رمسيس الثامن في المنطقة المحيطة بمقبرتي مرنبتاح ورمسيس الثاني، كما أعلن عن اكتشاف مدخلين جديدين في أغسطس 2008 وكان من المفترض الكشف عنهما في أكتوبر 2008، وفي نفس الوقت بدأ العمل في ترميم الممر الهابط بمقبرة سيتي الأول.